# Red Hot + Blue
Red Hot + Blue è la prima compilation della serie di album pubblicati dalla Red Hot Organization. Il disco, uscito nel 1990, contiene delle reinterpretazioni di brani di Cole Porter ed il titolo è tratto dal suo musical del 1936 Red, Hot and Blue.

## Tracce
1. I've Got You Under My Skin – Neneh Cherry
2. In the Still of the Night – The Neville Brothers
3. You Do Something to Me – Sinéad O'Connor
4. Begin the Beguine – Salif Keïta
5. Love for Sale – Fine Young Cannibals
6. Well, Did You Evah! – Deborah Harry + Iggy Pop
7. Miss Otis Regrets / Just One of Those Things – The Pogues + Kirsty MacColl
8. Don't Fence Me In – David Byrne
9. It's All Right with Me – Tom Waits
10. Ev'ry Time We Say Goodbye – Annie Lennox
11. Night and Day – U2
12. I Love Paris – Les Négresses Vertes
13. So in Love – k.d. lang
14. Who Wants to Be a Millionaire? – Thompson Twins
15. Too Darn Hot – Erasure
16. I Get a Kick out of You – Jungle Brothers
17. Down in the Depths – Lisa Stansfield
18. From This Moment On – Jimmy Somerville
19. After You, Who? – Jody Watley
20. Do I Love You? – Aztec Camera